# Wilhelm 1. af Tyskland
 Der er flere personer med dette navn, se Wilhelm 1..
Wilhelm 1. eller Wilhelm Friedrich Ludwig (født 22. marts 1797, død 9. marts 1888) var preussisk konge 1861 og fra den 1. januar 1871 og til sin død tillige tysk kejser. Han blev kronet som Det Tyske Kejserriges første kejser den 18. januar 1871 i Versaillesslottet lidt uden for Paris.

## Biografi
Han var anden søn af Frederik Wilhelm 3. af Preussen og forventede ikke at komme på tronen. Han tjente i hæren fra 1814 og kæmpede mod Napoleon. I 1857 fik hans barnløse bror Frederik Wilhelm 4. et slagtilfælde og var ude af stand til at regere, hvorefter Wilhelm blev  prinsregent. 2. januar 1861 døde Frederik Wilhelm, og Wilhelm rykkede op på tronen som Wilhelm 1. af Preussen. Han kom snart i strid med det preussiske parlament, Landdagen, som ikke ville bevilge ham penge til militæret. Under den krise udnævnte han september 1862 Otto von Bismarck til regeringschef.
Resten af sin regering stod Wilhelm helt i skyggen af Bismarck. Kansleren knækkede den indre modstand, fremkaldte ydre krige mod Danmark 1864, Østrig 1866 og den fransk-tyske krig 1870-71, som førte til Tysklands samling. Herved blev Wilhelm 1. den første tyske kejser i nyere tid. Han var ofte uenig med Bismarcks kurs, men bøjede sig altid, da han ikke så noget alternativ. I sin høje alderdom betragtedes han af befolkningen som en patriark.